# Giant Killing
Giant Killing (яп. ジャイアントキリング Дзяйантокирингу, русск. неоф. «Сокрушение гигантов», тж. «Вынос гигантов») — манга о футболе Масаи Цунамото, публикующаяся с 2007 года в журнале Weekly Morning и получившая в 2010 году премию издательства Коданся в общей категории. Показ 26-серийной аниме-адаптации производства «Studio DEEN» начался в Японии 4 апреля того же года.

## Сюжет
Футбольная команда «East Tokyo United» (ETU) играет в первой лиге японского чемпионата, однако её лучшие дни остались позади. Постепенно теряя ценных игроков, спонсоров и верных фанатов, руководство клуба решается на кардинальный шаг — приглашает бывшего игрока ETU Такэси Тацуми, когда-то покинувшего команду и ставшего в Англии отличным тренером. По прибытии на родину он сразу ставит цель начать перемены и вернуть командный дух.

## Персонажи
- Такэси Тацуми (яп. 達海 猛 Тацуми Такэси)

Сэйю — Томокадзу Сэки
Бывшая звезда «East Tokyo United» и игрок национальной сборной Японии по футболу.
Очень самолюбивый, самоуверенный и насмешливый человек, который был чрезвычайно ярким футболистом и стал чрезвычайно ярким тренером. Очень умён и наблюдателен, умеет смотреть в корень вопроса. Именно благодаря этому главным тренерским талантом Тацуми является способность разобрать игру противника «на запчасти» и исходя из этого выработать тактику на игру. Кроме того Тацуми неплохо разбирается в психологии игроков и умеет расположить их к себе. За 10 лет до событий манги Тацуми, являвшийся звездой и главной надеждой ETU, неожиданно уходит из клуба и переезжает в Англию, где в первом же матче получает травму, поставившую крест на его дальнейшей карьере игрока. После выздоровления он решает стать тренером и в итоге ему удаётся заявить о себе в любительской команде «Eastham United». В это время его находят топ-менеджер и PR-менеджер ETU, которым удаётся убедить Тацуми вернуться в Японию и возглавить свой бывший клуб.
- Сигэюки Муракоси (яп. 村越 茂幸 Муракоси Сигэюки)

Сэйю — Рётаро Окиаю
Полузащитник «East Tokyo United». Известен под прозвищем «Мистер ETU» благодаря своей преданности команде.
Чрезвычайно ответственный, волевой и серьёзный человек, капитан команды. Обладает огромным авторитетом, как среди игроков клуба, так и среди фанатов. Является одним из важнейших игроков ETU, составляя, вместе с Цубаки, центральную ось команды. За 10 лет до событий манги тогда ещё молодой Муракоси, имея более выгодные варианты, переходит в ETU, восхищённый тогдашней звездой клуба Тацуми Такэси и желая играть рядом с ним. Однако вскоре Тацуми бросает команду и уезжает в Англию, после чего ETU покатился по наклонной, едва сумев удержаться в Высшей лиге, а в следующем сезоне и вовсе вылетев во Второй дивизион в чём фанаты и многие из игроков (в том числе и Муракоси) обвинили ушедшего Тацуми, сочтя его предателем. Сам же Муракоси, став капитаном, в конечном счёте превратился фактически в главного тренера взяв на себя и развитие команды, и разработку стратегий на матчи, и капитанские обязанности. Всё это помогло клубу вернуться в Первый дивизион, но в конце концов (к моменту начала манги) команда просто остановилась в развитии. Именно поэтому в самом начале своей работы в ETU Тацуми временно лишает Муракоси капитанской повязки, заявляя ему, что ему: «Надо найти в себе силу, чтобы побеждать». Это событие заставляет Муракоси пересмотреть свою роль в команде и примириться с новым тренером, который перед началом сезона вновь делает его капитаном, хотя при этом некоторые игроки отмечают, что «новый» Муракоси несколько отдалился от других игроков.
- Дайсукэ Цубаки (яп. 椿 大介 Цубаки Дайсукэ)

Сэйю — Такахиро Мидзусима
Полузащитник «East Tokyo United», попавший в основную команду из резервной.
Крайне мнительный и неуверенный в себе человек, имеет склонность «сникать» под давлением. Несколько нестабилен в игровой форме из-за чего нередко чередует выдающиеся и провальные матчи. Вместе с тем чрезвычайно талантливый игрок, обладающий феноменальной скоростью и чудовищной выносливостью, который, постепенно найдя себя, стал одним из важнейших элементов команды. Зачастую Цубаки сравнивают с его тренером, который тоже был выдающимся игроком и номер которого (7-й) Цубаки получил при переходе в основной состав, как заметил помощник тренера «в счёт будущих заслуг».
- Луиги Ёсида (яп. ルイジ 吉田 Ёсида Луиги)

Сэйю — Дайсукэ Оно
Полузащитник «East Tokyo United», в чьей крови течёт итальянская и японская кровь (его родители разных национальностей).
Один из самых ярких игроков ETU. Всегда старается выглядеть элегантно и аристократично (в том числе и во время игры), чрезвычайно популярен у слабого пола, очень наблюдателен и умён, однако крайне самолюбив (иногда вплоть до нарциссизма), капризен и подчас манерен. При всех своих недостатках отличный игрок, обладающий великолепным видением поля и невероятно точными пасами, хотя и бесполезен в обороне (ему просто неинтересно этим заниматься). Обладает немалым авторитетом в команде, уступая в этом разве что Муракоси и Мидорикаве. Характерной чертой Принца является привычка укорачивать и изменять имена других при обращении.
- Кадзуки Курода (яп. 黒田 一樹 Курода Кадзуки)

Сэйю — Кэнтаро Ито
Центральный защитник «East Tokyo United».
- Юсаку Сугиэ (яп. 杉江 勇作 Сугиэ Юсаку)

Сэйю — Дайсукэ Кирии
Центральный защитник «East Tokyo United».
- Хироси Мидорикава (яп. 緑川 宏 Мидорикава Хироси)

Вратарь «East Tokyo United», один из самых возрастных и авторитетных игроков команды. Бывший игрок национальной сборной Японии по футболу.
- Юри Нагата (яп. 永田有里 Нагата Юри)

Сэйю — Масуми Асано
Дочь президента и PR-менеджер клуба «East Tokyo United». Была одной из тех, кто уговорил Такэси Тацуми вернуться в команду.
С самого детства девушка болела за ETU (что неудивительно, если вспомнить, что её отец и дядя уже тогда входили в руководство клуба) и с самого детства восхищалась Тацуми (одним из воспоминаний последнего, насчёт отъезда в Англию, стала бегущая за машиной Юри). Ярко выраженный трудоголик (однажды даже упала в обморок прямо на базе клуба из-за анемии, вызванной недостатком сна и еды из-за работы), частенько пеняет не только своему коллеге, но и своему непосредственному начальнику (руководителю PR-отдела), за их расслабленность на рабочем месте, умна и оптимистична, хотя и несколько темпераментна. Пользуется явным уважением в клубе, как со стороны персонала, так и со стороны игроков.
- Кацура Фудзисава (яп. 藤澤 桂 Фудзисава Кацура)

Сэйю — Хироэ Ока
Свободный журналист.
После речи Тацуми на конференции перед началом сезона, в которой он пообещал «сделать японский футбол интересным», решила посвятить сезон ETU, пойдя при этом на немалый риск (она сама отмечает, что успех ETU — её последний шанс, как свободного журналиста). Поначалу это решение создало ей немало проблем, поскольку команда начала сезон пятью поражениями подряд. Тем не менее решив идти до конца, Фудзисава печатает небольшую статью в которой высказывает мнение, что вскоре команда начнёт побеждать (что и происходит в следующем матче, против «Нагоя Гранпалас»). Чуть позже она сосредотачивает своё внимание на Цубаки Дайсукэ, считая его наиболее талантливым и перспективным игроком команды. После победного для ETU матча с «Осака Ганнерс» она берёт интервью у самого Цубаки, а затем у его родителей, школьных учителей и первых тренеров (ради чего совершает немалую поездку по Японии) и на основе собранного материала пишет большую статью о Цубаки (правда позже вербовщик ETU Касано отметил, что статья получилась чересчур большой для текущего уровня известности игрока).

## Медиа-продукция

### Аниме-сериал
Открывающая композиция «My Story» исполнена Черри Коукс, закрывающая тема «Get tough!» — G.P.S.
| Список серий | Список серий | Список серий      | Список серий |
| № серии      | Заглавие     | Трансляция        |              |
| ------------ | ------------ | ----------------- | ------------ |
| 01           |              | 4 апреля, 2010    |              |
| 02           |              | 11 апреля, 2010   |              |
| 03           |              | 18 апреля, 2010   |              |
| 04           |              | 25 апреля, 2010   |              |
| 05           |              | 2 мая, 2010       |              |
| 06           |              | 9 мая, 2010       |              |
| 07           |              | 16 мая, 2010      |              |
| 08           |              | 23 мая, 2010      |              |
| 09           |              | 30 мая, 2010      |              |
| 10           |              | 6 июня, 2010      |              |
| 11           |              | 13 июня, 2010     |              |
| 12           |              | 20 июня, 2010     |              |
| 13           |              | 27 июня, 2010     |              |
| 14           |              | 4 июля, 2010      |              |
| 15           |              | 11 июля, 2010     |              |
| 16           |              | 18 июля, 2010     |              |
| 17           |              | 25 июля, 2010     |              |
| 18           |              | 1 августа, 2010   |              |
| 19           |              | 8 августа, 2010   |              |
| 20           |              | 15 августа, 2010  |              |
| 21           |              | 22 августа, 2010  |              |
| 22           |              | 29 августа, 2010  |              |
| 23           |              | 5 сентября, 2010  |              |
| 24           |              | 12 сентября, 2010 |              |
| 25           |              | 19 сентября, 2010 |              |
| 26           |              | 26 сентября, 2010 |              |